# Ubiale Clanezzo
Ubiale Clanezzo (lombardul: Übiàl Clanèss) település Olaszországban, Lombardia régióban, Bergamo megyében. Lakosainak száma 1328 fő (2023. január 1.). Ubiale Clanezzo Almenno San Salvatore, Strozza, Val Brembilla, Capizzone, Sedrina és Villa d’Almè községekkel határos.

## Népesség
A település lakossága az elmúlt években az alábbi módon változott:
| Lakosok száma | 1377 | 1377 | 1328 |
|               | 2017 | 2018 | 2023 |